# Broom-78
Broom-78 of 78Br is een radioactieve isotoop van broom. De isotoop komt van nature niet op Aarde voor.

## Radioactief verval
Broom-78 vervalt vrijwel volledig naar de stabiele isotoop seleen-78:
{\displaystyle {\ce {{^{78}_{35}Br}->{^{78}_{34}Se}+{e^{+}}+{\nu }_{e}}}}
De vervalenergie hiervan bedraagt 2,55158 MeV. De rest (0,01%) vervalt tot de stabiele isotoop krypton-78:
{\displaystyle {\ce {{^{78}_{35}Br}->{^{78}_{36}Kr}+{e^{-}}+{\bar {\nu }}_{e}}}}
De vervalenergie bedraagt 727,42 keV.
66Br · 67Br · 68Br · 69Br · 70Br · 70mBr · 71Br · 72Br · 72mBr · 73Br · 74Br · 74mBr · 75Br · 76Br · 76mBr · 77Br · 77mBr · 78Br · 78mBr · 79Br · 79mBr · 80Br · 80mBr · 81Br · 81mBr · 82Br · 82mBr · 83Br · 83mBr · 84Br · 84m1Br · 84m2Br · 85Br · 86Br · 87Br · 88Br · 88mBr · 89Br · 90Br · 91Br · 92Br · 93Br · 94Br · 95Br · 96Br · 97Br · 98Br